# Изобретения профессора Вагнера

«Изобретения профессора Вагнера». Сборник 1990 года.

«Изобретения профессора Вагнера» — серия научно-фантастических рассказов русского советского писателя Александра Беляева.  Рассказы о профессоре Иване Степановиче Вагнере появились в 1926—1936 годах.

## История
Впервые имя профессора Вагнера появилось у Беляева в рассказе 1926 года о возможностях анабиоза «Ни жизнь, ни смерть», как учёного, который «…изобрёл способ изменять состав крови теплокровных животных, приближая их к крови холоднокровных животных».
Он стал любимым героем Беляева, которому писатель доверял высказывать в шутливой форме свои самые крамольные с научной точки зрения мысли. Считается, что Вагнер — это весёлая маска самого Беляева. Всего он написал 8 рассказов, отличающихся по построению и форме повествования.

## Рассказы серии
1. «Человек, который не спит» (сборник «Голова профессора Доуэля». М., «ЗиФ», 1926)
2. «Гость из книжного шкафа» («Всемирный следопыт» 1926, № 9; сборник «Голова профессора Доуэля». М., «ЗиФ», 1926)
3. «Над бездной» («Вокруг света» (Москва) 1927, № 2-3)
4. «Чёртова мельница» («Всемирный следопыт», 1929, № 9)
5. «Творимые легенды и апокрифы»: «Случай с лошадью», «О блохах», «Человек-термо» («Всемирный следопыт» 1929, № 4)
6. «Амба» («Всемирный следопыт», 1929, № 10)
7. «Хойти-Тойти» («Всемирный следопыт», 1930, № 1—2)
8. «Ковёр-самолёт» («Знание — Сила», 1936, № 12)